# Vinyle
Pour l’article homonyme, voir Disque microsillon.

Groupe vinyle (en haut), avec le chlorure de vinyle (au milieu) et le styrène (en bas).

En chimie organique, le vinyle est le groupe éthényle de formule −CH=CH2, qui correspond à une molécule d'éthylène H2C=CH2 dont il manque un atome d'hydrogène. Lorsque ce dernier est remplacé par un substituant, généralement noté R, on obtient un composé chimique R−CH=CH2 de la classe des vinyles. Le chlorure de vinyle ClCH=CH2, le styrène C6H5CH=CH2 et l'acrylonitrile N≡C−CH=CH2 sont trois exemples de vinyles ; ce sont des monomères précurseurs de polymères industriels importants, respectivement les poly(chlorure de vinyle) (PVC), les polystyrènes et les polyacrylonitriles (PAN). Il existe bien d'autres monomères vinyliques, comme le fluorure de vinyle FCH=CH2 et l'acétate de vinyle CH3COO−CH=CH2, qui polymérisent respectivement en donnant du polyfluorure de vinyle (PVF) et du polyacétate de vinyle (PVAc). Ces polymérisations résultent de réactions d'addition sur le groupe vinyle en raison de sa nature insaturée.
Structurellement, le groupe vinyle est étroitement lié au groupe allyle, qui contient une unité méthylène –CH2– supplémentaire. Dans les composés vinyliques aromatiques tels que le styrène, les électrons π sont délocalisés sur toutes les doubles liaisons. Selon le substituant sur le cycle aromatique, la double liaison vinylique peut donc être pauvre ou riche en électrons.
Les vinyles sont des alcènes. S'ils sont activés par un groupe adjacent, la polarisation accrue de la liaison donne lieu à une réactivité caractéristique appelée vinylogie :
- les composés allyliques, dans lesquels le carbone suivant est saturé mais substitué une fois, on observe un réarrangement allylique et des réactions apparentées ;
- les réactifs de Grignard allyliques (organomagnésiens) peuvent attaquer d'abord avec l'extrémité vinyle ;
- S'ils sont à côté d'un groupe attracteur d'électrons, il peut se produire une addition nucléophile conjuguée (addition de Michael).

Les organométalliques vinyliques, par exemple le vinyllithium LiCH=CH2 et le vinyltributylétain (en) Bu3SnCH=CH2, participent aux vinylations, y compris aux réactions de couplage telles que le couplage de Negishi.